# 陳勉 (成化進士)
陳勉（1436年—？），江西承宣布政使司撫州府臨川縣（今江西省撫州市）人，明朝政治人物、進士出身。

## 生平
天順三年（1459年）舉己卯科江西鄉試舉人，成化五年（1469年），登進士，授工部主事，改刑部郎中。之後出任福建泉州府知府、改福州府知府。弘治九年（1496年）二月官至河東陝西都轉運鹽使司運使。

## 家族
曾祖陳九江。祖父陳孔立。父亲陳彥持。